# Hervormde kerk (Wadenoijen)
De hervormde kerk aan de Lingedijk in het Gelderse Wadenoijen is de oudste kerk in de Tielerwaard. De eenbeukige kerk bestaat uit een romaans tufstenen schip met toren en een gotisch bakstenen koor.  
Het schip dateert uit ca. 1100 en heeft aan weerszijden lisenen met rondbogen, waarin zich de vier kleine rondboogvensters bevinden. De gedeeltelijk ingebouwde toren is een eeuw jonger en werd later in de 13de eeuw in baksteen verhoogd. Bij de bouw van de toren werd de westelijkste schiptravee ingekort. De toren wordt bekroond door een ingesnoerde naaldspits.
Het driezijdig gesloten gotische koor is 15de-eeuws en aanzienlijk hoger dan het schip. Het baksteen wordt afgewisseld door tufstenen banden. Aan de zuidzijde bevindt zich een hoge spitsboognis.
De waardevolste interieurstukken dateren alle uit het begin van de 18de eeuw: de preekstoel in Lodewijk XIV-stijl met koperen lessenaar, de herenbank, twee kroonluchters en een gebedenbord. De voornaamste financier van deze stukken was Johan de Cock van Delwijnen, destijds de heer van Wadenoijen. Boven de preekstoel bevindt zich een gebrandschilderd raam uit 1728 met het alliantiewapen van diens opvolger Barthold van Haeften en Margriet van Lynden
Het orgel werd in 1808 vervaardigd door Albertus van Gruisen, met gebruikmaking van oudere elementen. Het stond eerder in Dokkum (katholieke schuilkerk St. Martinus, tot 1923) en in Boerakker (gereformeerde kerk, tot 2004). 
De kerk werd rond 1955 en in 2003 gerestaureerd. In 2024 is hij verkocht aan een lokale beheersstichting. De PKN huurt hem maandelijks terug om er een eredienst te houden.